# Вила Лучани (Фермо)
Вила Лучани (итал. Villa Luciani) насеље је у Италији у округу Фермо, региону Марке.
Према процени из 2011. у насељу је живело 297 становника. Насеље се налази на надморској висини од 83 м.